# Portugal au Concours Eurovision de la chanson 2022
Le Portugal est l'un des quarante pays participants du Concours Eurovision de la chanson 2022, qui se déroule à Turin en Italie. Le pays est représenté par la chanteuse  MARO et sa chanson Saudade, saudade, sélectionnées via le Festival da Canção 2022. Le pays se classe 9e avec 207 points lors de la finale.

## Sélection
Le diffuseur portugais RTP a confirmé sa participation à l'Eurovision 2020 le 8 septembre 2021.

### Format
Le Festival da Canção 2022 est constitué de deux demi-finales, qui se déroulent les 5 et 7 mars 2022, et d'une finale, qui a lieu le 12 mars 2022.
10 artistes concourrent dans chaque demi-finale, et à l'issue de chacune, cinq d'entre eux se qualifient pour la finale. Le système de vote est identique à celui utilisé à l'Eurovision :  il s'agit d'un vote combinant pour moitié les votes d'un jury d'expert et pour l'autre moitié le télévote. Le jury, tout comme le public attribue 12 points à sa chanson favorite, 10 points pour la deuxième, puis de 8 à 1 points pour les suivantes. En cas d'égalité, le télévote prévaut.

### Chansons et compositeurs
Vingt compositeurs sont d'abord désignés comme participants à la compétition, l'annonce ayant eu lieu le 4 novembre 2021. Parmi ces compositeurs, seize sont invités par le diffuseur RTP et quatre sont sélectionnés via un appel à candidatures public.
Chacun composant une chanson, les chanteurs et chansons ont été révélés le 21 janvier 2022.
| Artiste                  | Chanson                   | Auteur(s)                                                           | Sélection          |
| ------------------------ | ------------------------- | ------------------------------------------------------------------- | ------------------ |
| Aurea                    | Why?                      | Aurea, Rui Massena                                                  | Invités par RTP    |
| Os Azeitonas             | Solta a voz e canta       | Os Azeitonas, Mário Brandão, João Salcedo                           | Invités par RTP    |
| Blacci                   | Mar no fim                | Blacci, Edu Monteiro, Hits Mike, Liam Cole, Gonzalo, Iolanda, Stego | Invités par RTP    |
| Cubita                   | Uma mensagem tua          | Cubita, Scardini                                                    | Invités par RTP    |
| Diana Castro             | Ginger Ale                | Joana Espadinha                                                     | Invités par RTP    |
| Fado Bicha               | Povo pequenino            | Fado Bicha, João Caçador, Lila Tiago                                | Invités par RTP    |
| FF                       | Como é bom esperar alguém | FF                                                                  | Invités par RTP    |
| Inês Homem de Melo       | Fome de viagem            | Pedro Marques, Galileu Granito                                      | Sélection publique |
| Jonas                    | Pontas soltas             | Fábia Rebordão                                                      | Invités par RTP    |
| Kumpania Algazarra       | A minha praia             | Kumpania Algazarra, Luís Barrocas, Francisco Amorim                 | Invités par RTP    |
| Maro                     | Saudade, saudade          | Maro, John Blanda                                                   | Invités par RTP    |
| Milhanas                 | Corpo de mulher           | Agir                                                                | Invités par RTP    |
| Norton                   | Hope                      | Norton                                                              | Invités par RTP    |
| Pepperoni Passion        | Código 30                 | Pepperoni Passion, António Santos, Pedro Ferreira, João Reis        | Sélection publique |
| Pongo et Tristany        | Dégrá.dê                  | DJ Marfox, Pongo, Tristany                                          | Invités par RTP    |
| Os Quatro e Meia         | Amanhã                    | Tiago Nogueira                                                      | Sélection publique |
| Syro                     | Ainda nos temos           | Syro, Ariel, Gonzalo Tau                                            | Invités par RTP    |
| TheMisterDriver          | Calisun                   | TheMisterDriver                                                     | Sélection publique |
| Valas and Os Astronautas | Odisseia                  | Valas, Os Astronautas                                               | Invités par RTP    |
| O Vampiro Submarino      | Ao lado de mim            | PZ                                                                  | Invités par RTP    |

### Émissions

#### Demi-finales
- Qualifiés

##### Première demi-finale
| Ordre | Artiste                  | Chanson                   | Jury | Télévote | Total | Place |
| ----- | ------------------------ | ------------------------- | ---- | -------- | ----- | ----- |
| 1     | Os Quatro e Meia         | Amanhã                    | 6    | 12       | 18    | 2     |
| 2     | TheMisterDriver          | Calisun                   | 1    | 1        | 2     | 10    |
| 3     | Diana Castro             | Ginger Ale                | 10   | 4        | 14    | 4     |
| 4     | FF                       | Como é bom esperar alguém | 8    | 8        | 16    | 3     |
| 5     | Norton                   | Hope                      | 2    | 5        | 7     | 7     |
| 6     | Aurea                    | Why?                      | 7    | 7        | 14    | 5     |
| 7     | Kumpania Algazarra       | A minha praia             | 3    | 2        | 5     | 9     |
| 8     | Maro                     | Saudade, saudade          | 12   | 10       | 22    | 1     |
| 9     | Valas and Os Astronautas | Odisseia                  | 4    | 3        | 7     | 8     |
| 10    | Fado Bicha               | Povo pequenino            | 5    | 6        | 11    | 6     |

##### Deuxième demi-finale
| Ordre | Artiste             | Chanson             | Jury | Télévote | Total | Place |
| ----- | ------------------- | ------------------- | ---- | -------- | ----- | ----- |
| 1     | Os Azeitonas        | Solta a voz e canta | 5    | 4        | 9     | 7     |
| 2     | Cubita              | Uma mensagem tua    | 1    | 1        | 2     | 10    |
| 3     | Inês Homem de Melo  | Fome de viagem      | 7    | 12       | 19    | 2     |
| 4     | Syro                | Ainda nos temos     | 4    | 10       | 14    | 4     |
| 5     | Pepperoni Passion   | Código 30           | 8    | 5        | 13    | 5     |
| 6     | Milhanas            | Corpo de mulher     | 12   | 8        | 20    | 1     |
| 7     | O Vampiro Submarino | Ao lado de mim      | 2    | 2        | 4     | 9     |
| 8     | Jonas               | Pontas soltas       | 6    | 7        | 13    | 6     |
| 9     | Blacci              | Mar no fim          | 3    | 3        | 6     | 8     |
| 10    | Pongo et Tristany   | Dégrá.dê            | 10   | 6        | 16    | 3     |

#### Finale
- Vainqueur

| Ordre | Artiste            | Chanson                   | Jury | Télévote | Total | Place |
| ----- | ------------------ | ------------------------- | ---- | -------- | ----- | ----- |
| 1     | Pongo et Tristany  | Dégrá.dê                  | 7    | 3        | 10    | 6     |
| 2     | Syro               | Ainda nos temos           | 3    | 6        | 9     | 9     |
| 3     | Milhanas           | Corpo de mulher           | 8    | 2        | 10    | 7     |
| 4     | Inês Homem de Melo | Fome de viagem            | 2    | 7        | 9     | 8     |
| 5     | Aurea              | Why?                      | 6    | 5        | 11    | 5     |
| 6     | Os Quatro e Meia   | Amanhã                    | 4    | 10       | 14    | 2     |
| 7     | FF                 | Como é bom esperar alguém | 6    | 8        | 14    | 3     |
| 8     | Diana Castro       | Ginger Ale                | 10   | 4        | 14    | 4     |
| 9     | Maro               | Saudade, saudade          | 12   | 12       | 24    | 1     |
| 10    | Pepperoni Passion  | Código 30                 | 1    | 1        | 2     | 10    |

La finale se termine sur la victoire du groupe Maro avec la chanson Saudade, saudade, qui représenteront donc le Portugal à l'Eurovision 2022.

## À l'Eurovision
Le Portugal participe à la première demi-finale, le 10 mai 2022. Il s'y classe 4e avec 208 points, se qualifiant donc pour la finale. Lors de celle-ci, elle termine à la 9e place avec 207 points.